# دیانا هایدن
 دیانا هایدن (انگلیسی: Diana Hayden؛ زادهٔ ۱ مهٔ ۱۹۷۳) یک هنرپیشه، و مانکن (فرد) اهل هند است.
او در فیلم تهذیب بازی کرده است.